# 旧本郷家住宅
旧本郷家住宅（きゅうほんごうけじゅうたく）は、秋田県大仙市角間川町にある近代和風住宅。国の登録有形文化財。

## 概要
旧本郷家住宅の建造物群は、江戸末期・明治・大正・昭和初期の各年代の建築物の特徴がよく表されており、当地方（横手盆地・秋田県の内陸南部）における近代住宅の展開を示す建築物群として建造物造形の規範として価値が高く、当時の建築を知る上で、非常に貴重な建築物群の一つであり、大仙市をはじめ秋田県の歴史を語る上でなくてはならない文化財の一つである。
2017年（平成29年）3月に、9代当主の本郷元から文化財登録建造物とその敷地が大仙市に寄贈された。2019年（平成31年）4月から積雪期を除く通年公開が開始されている。

## 文化財

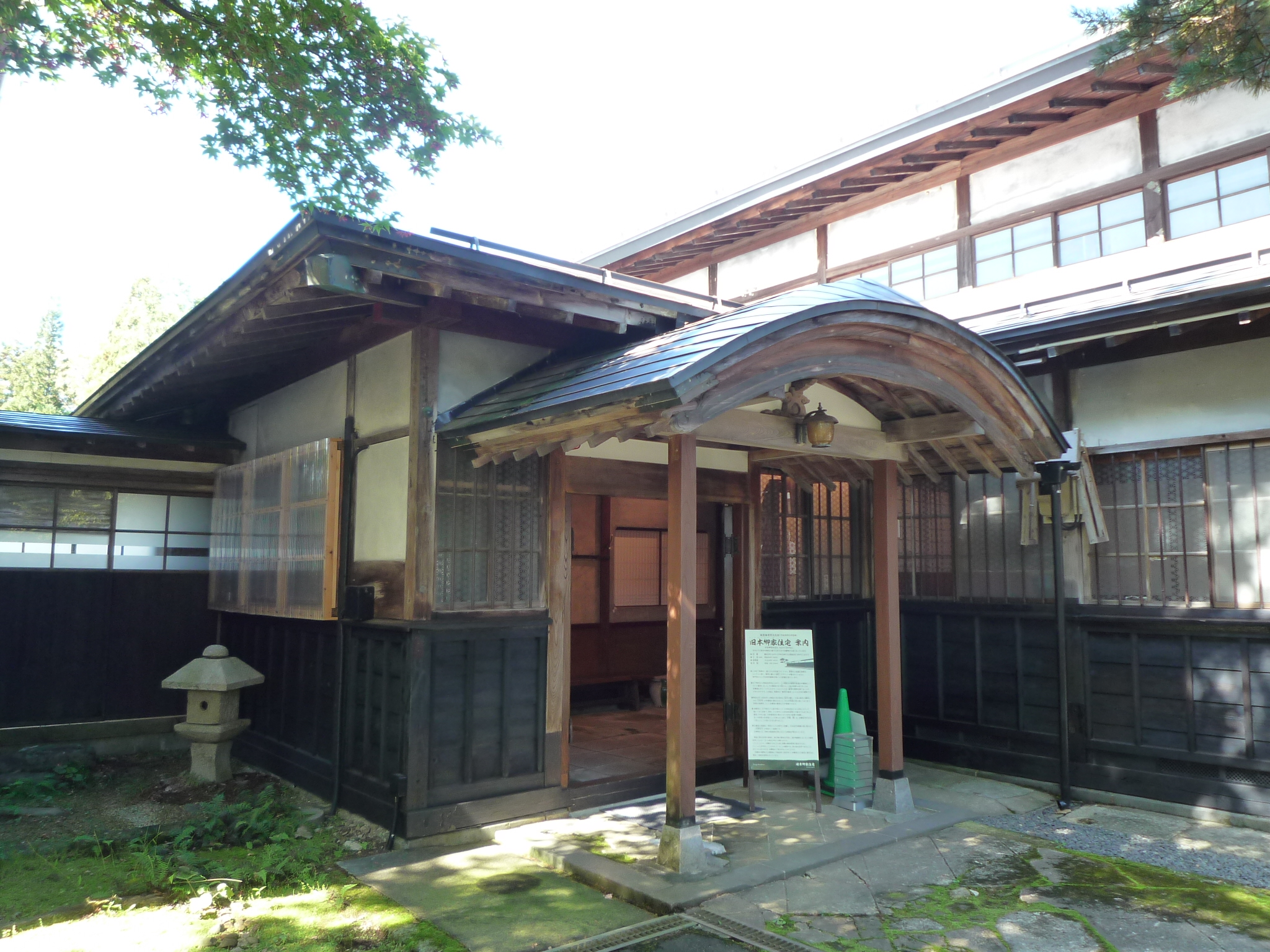
主屋玄関

以下の4件が 国の登録有形文化財（建造物）に登録されている。 
- 登録日：2016年（平成28年）11月29日（官報告示）
- 名称：旧本郷家住宅 （きゅうほんごうけじゅうたく）
- 所在地：秋田県大仙市角間川町字西中上町
- 構造・形式・規模（建築面積）
  - 主屋：1900年（明治33年）建築、木造平屋一部2階建、鉄板葺、建築面積396平方メートル
  - 文庫蔵：1867年（慶応3年）着工・1869年（明治2年）竣工、土蔵造2階建、鉄板葺、建築面積263平方メートル（鞘屋含）
  - 洋館：1928年（昭和3年）建築、木造平屋建、鉄板葺、建築面積68平方メートル
  - 味噌蔵：1921年（大正10年）建築、土蔵造2階建、鉄板葺、建築面積66平方メートル

## 庭園
本郷家には、近代造園の祖と称される造園家長岡安平による彩庭図（庭園設計図・彩色付）が現存しており、現在残る庭園の造園に反映されていると考えられることから、今後、敷地内の庭園造営の沿革等も含めた、さらなる文化財調査が求められる。

## 本郷家の沿革
元禄の終わり頃（18世紀初頭）、庄兵衛なる人物が、現在の横手市本郷地区から角間川に来て「能登屋市兵衛」方に奉公していたが、その働きぶりが評価されて現在地の辺りに独立した。同人が本郷家の初代で、以降7代まで「吉右衛門」を襲名した。「本郷」の苗字は、初代の出身地にちなむものである。
3代吉右衛門が、18世紀末から19世紀にかけての頃、角間川一帯で商いを大きくし、財を成し、間口も逐次拡げていき、その頃以降、代々農地を集積して「在方（ざいかた）商人地主」としても成功し、明治期には秋田県屈指の大地主となった。
本郷家の商いは雄物川の舟運と深く関わっていたが、1905年（明治38年）の奥羽本線開通により舟運が衰退し、角間川の繁栄にも陰りが見え始める。それでも1924年（大正13年）の農務局の調査では、まだ345町歩（ha）の農地（本郷家・本郷合名会社の合計）を所有していたことが分かるが、第二次世界大戦後の農地改革によりそのほとんどを失った。
本郷家は、「秋田の腐れ米」の改善に取り組む秋田改良社の設立に関与したり（6代吉右衛門）、雄物川通船貨物保険の運営に当たるなど、地域の農業や経済の発展に大きく貢献している。

### 明治期の秋田三大地主
雄物川舟運により角間川が繁栄を極めていた明治中期に発行された「秋田縣大地主名鑑」（明治22年）には、池田甚之助家（旧高梨村・大正期に東北三大地主）、辻兵吉家（秋田）に次ぐ、秋田3大地主として記されている。

### 明治天皇行在所
1881年（明治14年）の明治天皇の東北・北海道御巡幸の際に、本郷家には天皇の旅先の御所となる行在所が置かれ、当主（6代吉右衛門）が一人拝謁を許されている。

### 歴程賞を受賞した詩人 本郷隆
詩人・本郷隆（1922年 - 1978年）は7代吉右衛門の三男として、この家に生まれ育った。1949年（昭和24年）に中央公論社に入社後、校閲の仕事の傍ら、草野心平ら著名な詩人たちとの交流を深めながら、詩作や詩を論じる著作に情熱を傾けた。詩集「石果集」の刊行により、1971年（昭和46年）、詩の世界では最高峰とされる藤村記念「歴程賞」を受賞している。他方、郷土への思いも深く、地元を中心に小中学校の校歌の作詞を多数手がけた。なかでも本郷隆作詞による大曲中学校校歌「よく生きよ 若人よ」は大作として知られる。

## 本郷家隆盛の源 河港のまち「角間川」の歴史
秋田県大仙市の南端に位置する角間川町地区は、秋田県の内陸南部に広がる日本有数の穀倉地帯である横手盆地の中央部に位置し、盆地西縁を北に向かって流れる「秋田の母なる川」とも称される雄物川とその支流の横手川の合流点に位置している。
角間川は、関ヶ原の戦い後に改易されたこの地方の豪族「小野寺」氏の城主格を含む旧臣72人が慶長7年（1602年）に佐竹藩に仕官を願い出て、梅津半右衛門憲忠組下の給人となり、侍の身分を持ちながら農夫として荒地の開墾を行い、新田開発により今日の基礎を築いた。
江戸時代に、角間川港が米穀を中心とした物資の集積地、また生活物資等の集散地として、舟運の要衝に位置づけられ商業的な地主が成立し、明治期には県内を代表する地主町として広く知られ、角間川は大いに繁栄した。
近世における内町（侍町・給人屋敷）と外町（商人町）といった町割りは、大仙市内において特徴的であり、現在でも内町には、侍町の特徴を表す鉤型の通りが遺っている。

## 角間川給人屋敷のモミ群（大仙市指定天然記念物）
2019年（平成31年）4月24日、内町（角間川町字下中町地内）の旧落合家屋敷地（旧武家屋敷）に現存する9本のモミ群（幹周囲最大2.86 m - 最少1.88 m）が大仙市指定天然記念物に指定されている。
この9本のモミ群は、角間川聖人と慕われた儒学者「落合東堤」の生誕地に所在し、江戸後期に植えられたと考えられる。山間部において自生する群落林は他でも確認されているが、平地の町場でのこの規模の群生は珍しく貴重である。
モミ群は、北西からの季節風などを防ぐ防風林、防火、屋敷囲い、出世や家の繁栄を願う縁起の良い木、給人（武家）屋敷としての家の格式の誇示、土地の有力者を表す目印（ランドマーク）などの役割が想定でき、角間川給人屋敷の屋敷割りや、角間川地区の歴史的環境を語る視点からも重要な遺産である。
※現在個人住宅敷地であり敷地内へ入っての見学は不可。市道側からの望観見学は可能。

## 河港のまち角間川・歴史まちづくり事業
角間川町地区に遺る雄物川舟運の歴史を伝える建造物群等を活かしたまちづくりが、現在大仙市により進められている。基本計画が策定されており、事業期間は平成28年度 - 令和7年度までの10年間で、前期5年で建造物の保存修理や改修が行われる計画である。整備事業の一部に国交省所管の「空き家対策総合支援事業補助金」が活用されている。
旧本郷家住宅を中心に、隣接する同じく近代の大地主であった旧北島家住宅・旧荒川家住宅の三家の屋敷群、角間川五人衆の一人である旧最上家住宅、角間川港（河港）に現存する明治初期建築の浜倉などを回遊できる町内のゾーニングや、まち歩きガイドの養成などが計画されている。

## 大仙市主要文化財・観光施設
- 旧池田氏庭園（国の名勝）
- 払田柵跡（国の史跡）
- 古四王神社（本殿は重要文化財）